# Люр (Верхняя Сона)
Люр (фр. Lure МФА: [lyʁ]о файле) — город в департаменте Верхняя Сона, область Франш-Конте на востоке Франции. Третий по численности населения город департамента. 1124 место по населению во Франции в 2007 году.